# Moto Guzzi GT
Die Moto Guzzi G.T. ist ein Motorrad, das Moto Guzzi von 1928 bis 1934 herstellte. „G.T.“ steht dabei für Gran Turismo.

## Geschichte
1928 konstruierten Carlo Guzzi und sein Bruder Giuseppe auf Basis der Sport 14 die G.T., ihr erstes Motorrad mit Hinterradfederung und eines der ersten mit Cantileverschwinge. Allerdings hatten die meisten Kunden Zweifel an der Verwindungssteifigkeit und damit an der Fahrstabilität dieses neuen Motorrades. Daher wurde dieses Modell nur in wenigen Exemplaren verkauft. Um die Zuverlässigkeit zu beweisen, unternahm Giuseppe Guzzi 1928 in 28 Tagen eine Fernfahrt mit einer der Maschinen zum Nordkap. Dadurch erwarb sich die G.T. den Beinamen „Norge“ (Norwegen in der Landessprache Bokmål).
1931 wurde die G.T. entsprechend der neuen Sport 15 überarbeitet und als G.T. 16 in den Katalog aufgenommen. Inzwischen waren die ausreichend guten Fahreigenschaften durch Renneinsätze nachgewiesen und das neue Modell verkaufte sich deutlich besser als sein Vorgänger.
1934 ersetzte das obengesteuerte Modell G.T.V. die G.T. 16 mit ihrem gegengesteuerten Motor.
Die G.T. wurde 1928–1930 nur in 78 Exemplaren verkauft, während die G.T. 16 in den Jahren 1931–1934 immerhin 754 mal gebaut wurde.

## Technik
Motor und Antrieb
Die G.T. hat einen fahrtwindgekühlten Einzylinder-Viertaktmotor mit liegendem Zylinder. Auf dem linken Stumpf der zweifach gelagerten Kurbelwelle sitzt ein glattflächiges Schwungrad, das außerhalb des Gehäuses läuft. Ein dahinter angebrachtes Stirnrad treibt den Korb der auf der Getriebeeingangswelle montierten Mehrscheiben-Ölbadkupplung an. Das Dreiganggetriebe wird mit einem Hebel an der rechten Tankseite geschaltet. Das Hinterrad wird über eine Kette angetrieben.
Das hängende Auslassventil wird über eine Stoßstange und einen Kipphebel von der unten liegenden Nockenwelle gesteuert, das stehende Einlassventil direkt (Gegensteuerung). Zum Abstellen des Motors wird die Stoßstange über einen Ventilausheber nach vorne gedrückt, sodass das Auslassventil öffnet. Ein Stirnradgetriebe auf der rechten Motorseite treibt den Magnetzünder an. Der Zündzeitpunkt wird von Hand verstellt.
Die Gemischaufbereitung übernimmt ein Flachstromvergaser mit Rundschieber mit 36 mm Durchlass (ohne Luftfilter). Das verchromte Auspuffrohr ist an der linken Maschinenseite nach hinten gezogen und endet in einem Schalldämpfer in Zigarrenform.
Rahmen und Fahrwerk
Die G.T. hat einen Doppelschleifen-Rohrrahmen mit Heckausleger. Das Vorderrad wird in einer Parallelogrammgabel mit Tonnenfeder geführt. Das Hinterrad sitzt in einer Ausleger-Dreiecksschwinge (Cantileverschwinge), deren oberes vorderes Ende am Rahmen angelenkt ist. Das untere vordere Ende ist mit zwei Zugstangen verbunden, die über eine vorne angebrachte Druckplatte zwei unter dem Motor liegende Federn beim Einfedern auf Druck belasten. Sie hat am Heckausleger abgestützte, einstellbare Reibungsdämpfer.
Tanks
Der Benzintank der G.T., ausgeführt als Stecktank, fasst 11 Liter, der darunter liegende Öltank 3 Liter. Der Öltank ist durch verchromte Kupferleitungen mit dem Zylinderkopf und der Ölpumpe im Trockensumpf des Motors verbunden. Auch die G.T. 16 hat einen 11 Liter großen Benzintank, allerdings als Satteltank auf dem oberen Rahmenrohr.
Räder und Bremsen
Die G.T. hat 26-Zoll-Drahtspeichenräder, in beide sind Halbnaben-Trommelbremsen eingebaut. Die hintere Bremse wird über einen Fußhebel an der linken Motorseite und ein Gestänge betätigt, wobei dies mit dem Hacken geschieht. Die Vorderradbremse wird mit einem Handhebel am Lenker und einem Seilzug betätigt. Die G.T. 16 hat die gleiche Ausstattung, aber 19 Zoll große Räder.
Werkstoffe
Das Motor-/Getriebegehäuse ist aus Leichtmetallguss, Zylinder und der Zylinderkopf aus Grauguss. Rahmen, Hinterradschwinge, Vorderradgabel, Tanks und die Schutzbleche sind aus Stahlblech.
Lackierung, Oberflächenbehandlung und Embleme
Die Stahlblechteile der G.T. sind in rot lackiert. Tanks und Schutzbleche haben eine goldfarbene Linierung. An den Tankseiten der Maschinen finden sich goldfarbene Moto-Guzzi-Embleme als Abziehbilder. Die Graugussteile des Motors sind brüniert. Die G.T. 16 gab es in zwei verschiedenen Rottönen, aber auch als Luxusmodell mit verchromten und teillackierten Benzin- und Öltanks.

## Technische Daten im Vergleich
|                       | G.T. | G.T. 16 |
| --------------------- | --- | --- |
| Baujahre              | 1928–1930 | 1931–1934 |
| Motor                 | fahrtwindgekühlter Einzylinder-Viertaktmotor, Kickstarter | fahrtwindgekühlter Einzylinder-Viertaktmotor, Kickstarter |
| Ventilsteuerung       | hängendes Auslassventil, über Stoßstange und Kipphebel von unten liegender Nockenwelle gesteuert; stehendes Einlassventil, direkt gesteuert (Gegensteuerung) | hängendes Auslassventil, über Stoßstange und Kipphebel von unten liegender Nockenwelle gesteuert; stehendes Einlassventil, direkt gesteuert (Gegensteuerung) |
| Bohrung × Hub         | 88 × 82 mm | 88 × 82 mm |
| Hubraum               | 498,4 cm³ | 498,4 cm³ |
| Verdichtung           | 4,5 : 1 | 4,5 : 1 |
| Nennleistung          | 13,2 PS (9,7 kW) bei 3800/min | 13,2 PS (9,7 kW) bei 3800/min |
| Gemischaufbereitung   | Flachstromvergaser mit Rundschieber, 36 mm Ansaugdurchmesser (ohne Luftfilter)                                                                               | Flachstromvergaser mit Rundschieber, 36 mm Ansaugdurchmesser (ohne Luftfilter)                                                                               |
| Motorschmierung       | Trockensumpfschmierung | Trockensumpfschmierung |
| Zündung               | Magnetzündung | Magnetzündung |
| Kupplung              | Mehrscheibenkupplung im Ölbad | Mehrscheibenkupplung im Ölbad |
| Getriebe              | 3-Gang-Getriebe | 3-Gang-Getriebe |
| Endantrieb            | Kette | Kette |
| Rahmen                | Doppelschleifen-Rohrrahmen | Doppelschleifen-Rohrrahmen |
| Maße (L × B × H)      | 2100 mm × 730 mm × 960 mm | 2100 mm × 730 mm × 960 mm |
| Radstand              | 1430 mm | 1430 mm |
| Radaufhängung vorn    | Parallelogrammgabel mit Tonnenfeder | Parallelogrammgabel mit Tonnenfeder |
| Radaufhängung hinten  | Langschwinge mit Cantileverfederung | Langschwinge mit Cantileverfederung |
| Bereifung vorn        | 3,00″ × 26″ | 3,50″ × 19″ |
| Bereifung hinten      | 3,00″ × 26″ | 3,50″ × 19″ |
| Bremse vorn           | Halbnaben-Trommelbremse, handbetätigt | Halbnaben-Trommelbremse, handbetätigt |
| Bremse hinten         | Halbnaben-Trommelbremse, fußbetätigt | Halbnaben-Trommelbremse, fußbetätigt |
| Leergewicht           | 130 kg | 150 kg |
| Höchstgeschwindigkeit | 100 km/h | 100 km/h |
| Kraftstoffverbrauch   | ca. 3,4 l/100 km | ca. 3,4 l/100 km |

Quelle: 

## Neuauflage
Von 2006 bis 2016 hatte Moto Guzzi unter der Bezeichnung Norge einen vollverkleideten Sporttourer als Reminiszenz an die G.T. und die damalige Motorradtour von Giuseppe Guzzi im Programm.